# Kościelniki Górne
Kościelniki Górne (niem. Ober-Steinkirch) – wieś w Polsce położona w województwie dolnośląskim, w powiecie lubańskim, w gminie Leśna.

## Położenie
Kościelniki Górne to wieś łańcuchowa będąca ogniwem długiego ciągu osadniczego, leżąca na Pogórzu Izerskim, u północno-zachodnich stóp zachodniego krańca Wzniesień Radoniowskich, na wysokości około 230–235 m n.p.m.

## Historia
W latach 1975–1998 miejscowość administracyjnie należała do województwa jeleniogórskiego.
We wsi był przystanek kolejowy Kościelniki Górne.

## Zabytki
Do wojewódzkiego rejestru zabytków wpisane są obiekty:
- zespół pałacowy (nr 21)
  - pałac, z lat 1866-1867
  - park, z drugiej połowy XIX w.

inne
- mauzoleum  rodziny von Carnap wybudowane w stylu neoromańskim na przełomie XIX i XX w.; położone na byłym cmentarzu ewangelickim. Nad wejściem herb rodziny von Carnap[6]